# Slag bij de Süntel

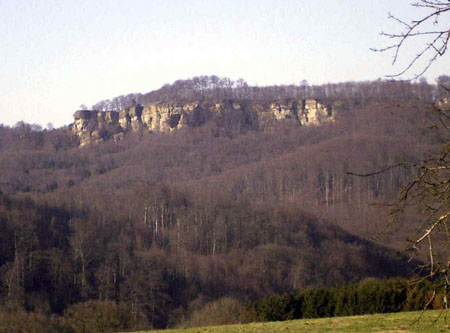
De Hohenstein in het Süntelgebergte

De Slag bij Süntel was een veldslag in de Saksenoorlogen die plaatsvond in 782 tussen de Franken en Saksen. De Saksen werden aangevoerd door hun oorlogsleider hertog Widukind en behaalden hier een overwinning op het Frankische bezettingsleger.

## Aanleiding
Tussen 772-779 had de Frankische koning Karel de Grote in een aantal veldtochten het grondgebied van de Saksen veroverd en het volk tot gehoorzaamheid gedwongen. Toch bleef het nog lang onrustig onder de Saksen, regelmatig hergroepeerden zij zich en vonden er overvallen plaats.
De heffingen die Karel de overwonnen Saksen oplegden, zorgden voor veel weerstand onder de bevolking. Deze weerstand nam verder toe toen de Franken de heidense gebruiken van de Saksen gingen verbieden en er toe overgingen om hen onder dwang te bekeren tot het christendom. Met name deze gedwongen bekeringen vormden de aanleiding tot een grote opstand.

## De slag
Toen de eerder gevluchte hertog Widukind in 782 terugkeerde uit Denemarken, sloten de Saksen zich in grote aantallen bij hem aan. Vanaf toen hielden ze zich niet langer bezig met guerrillagevechten, maar durfden nu ook de Franken in open veld tegemoet te treden.
In het Weserbergland, in het huidige Nedersaksen, zuidwestelijk van Hannover en ten noorden van Hamelen, op een bergrug die de Süntel genoemd wordt, vond het treffen tussen Franken en Saksen plaats en behaalde Widukind de overwinning. De overwonnen Franken sloegen op de vlucht.
De overwinning die de Saksen bij Süntel behaalden op de Franken leidde datzelfde jaar nog tot het Bloedbad van Verden, waar 4500 Saksen op bevel van Karel de Grote werden onthoofd.